# Patrick Cregg
Patrick Cregg est un footballeur irlandais né le 21 février 1986 à Dublin. Cregg est un milieu de terrain défensif. Après une formation au sein du club londonien d'Arsenal, il évolue dans de nombreux clubs essentiellement écossais : Falkirk, Hibernian, Greenock Morton, St. Mirren, Bury (Angleterre) et St. Johnstone. Il est international irlandais mais uniquement dans les catégories de jeunes. Il est devenu entraîneur.

## Biographie
Patrick Gregg intègre l'école de football du club anglais d'Arsenal Football Club. Il dispute sa première rencontre officielle pour le club le 9 novembre 2004 en entrant en jeu à la 89e minute d'un match de Coupe de la Ligue contre Everton FC. Ses trois matchs sous le maillot rouge d'Arsenal ont tous été effectués en Coupe de la Ligue. Il n'intègre jamais l'équipe première du club.
En janvier 2006 Cregg est alors transféré vers l'équipe écossaise de Falkirk Football Club. Il reste trois saisons et dispute 111 matchs sous ses nouvelles couleurs. Sa meilleure performance est une place en finale de la Coupe d’Écosse de football en 2009, finale perdue 1 à 0 contre le Rangers Football Club.
Au terme de la saison 2008-2009, il suit son manager John Hughes dans le club d'Édimbourg le Hibernian Football Club. Il y reste une saison et n'y joue que 15 matchs.
Il dispute une rencontre avec le Greenock Morton avant de s'engager avec son rival le Saint Mirren Football Club. Il s'engage ensuite auprès de l'équipe anglaise du Bury Football Club qui évolue alors en League Two soit la quatrième division anglaise. Il n'y reste qu'une année avant de retourner en Écosse et plus spécifiquement au St Johnstone Football Club. Il y reste deux saisons et dispute 31 rencontre de première division.
En août 2014, il signe dans le club irlandais des Shamrock Rovers.

## Palmarès
Falkirk
- Coupe d'Écosse
  - Finaliste : 2009